# Karl Wilhelm Rosenmund
Karl Wilhelm Rosenmund (* 15. Dezember 1884 in Berlin; † 8. Februar 1965 in Kiel) war ein deutscher Chemiker.
Rosenmund studierte Chemie und wurde 1906 in Berlin promoviert. Sein Doktorvater war Otto Diels. Rosenmund lehrte und forschte an der Universität Kiel. Er entdeckte die nach ihm benannte Rosenmund-Reduktion von Carbonsäurechloriden zu Aldehyden und die Rosenmund-von Braun-Reaktion zur Herstellung von Arylnitrilen aus Arylbromiden.
Seine Grundzüge der pharmazeutischen und medizinischen Chemie, die er zusammen mit Hans Vogt verfasst hatte, war nach dem Zweiten Weltkrieg eines der maßgeblichen Lehrbücher in der Pharmazeutischen Chemie.

## Werke
- Hilfsbuch zur Ausführung der qualitativen Analyse, 1926
- Kleine Einführung in die pharmazeutische und medizinische Chemie, 1947 (mit Hans Vogt)
- Grundzüge der pharmazeutischen und medizinischen Chemie, 1953 (mit Hans Vogt)